# Falcocladium sphaeropedunculatum
Falcocladium sphaeropedunculatum är en svampart som beskrevs av Crous & Alfenas 1997. Falcocladium sphaeropedunculatum ingår i släktet Falcocladium och familjen Nectriaceae.   Inga underarter finns listade i Catalogue of Life.